# Infinite Energy Arena
La Infinite Energy Arena (comunemente Gwinnett Arena, precedentemente Gwinnett Civic Center Arena e Arena at Gwinnett Center) è un'arena coperta situata a Duluth in Georgia. Ospita le partite degli Atlanta Gladiators della ECHL e in passato anche quelle dei Georgia Force di AFL.

## Storia
L'arena ha ospitato il pay-per-view WWE Armageddon 2004 e concerti di numerosi artisti, tra cui Bruce Springsteen, Bon Jovi, Red Hot Chili Peppers, Elton John, The Eagles e Blackpink.